# Murale della pace

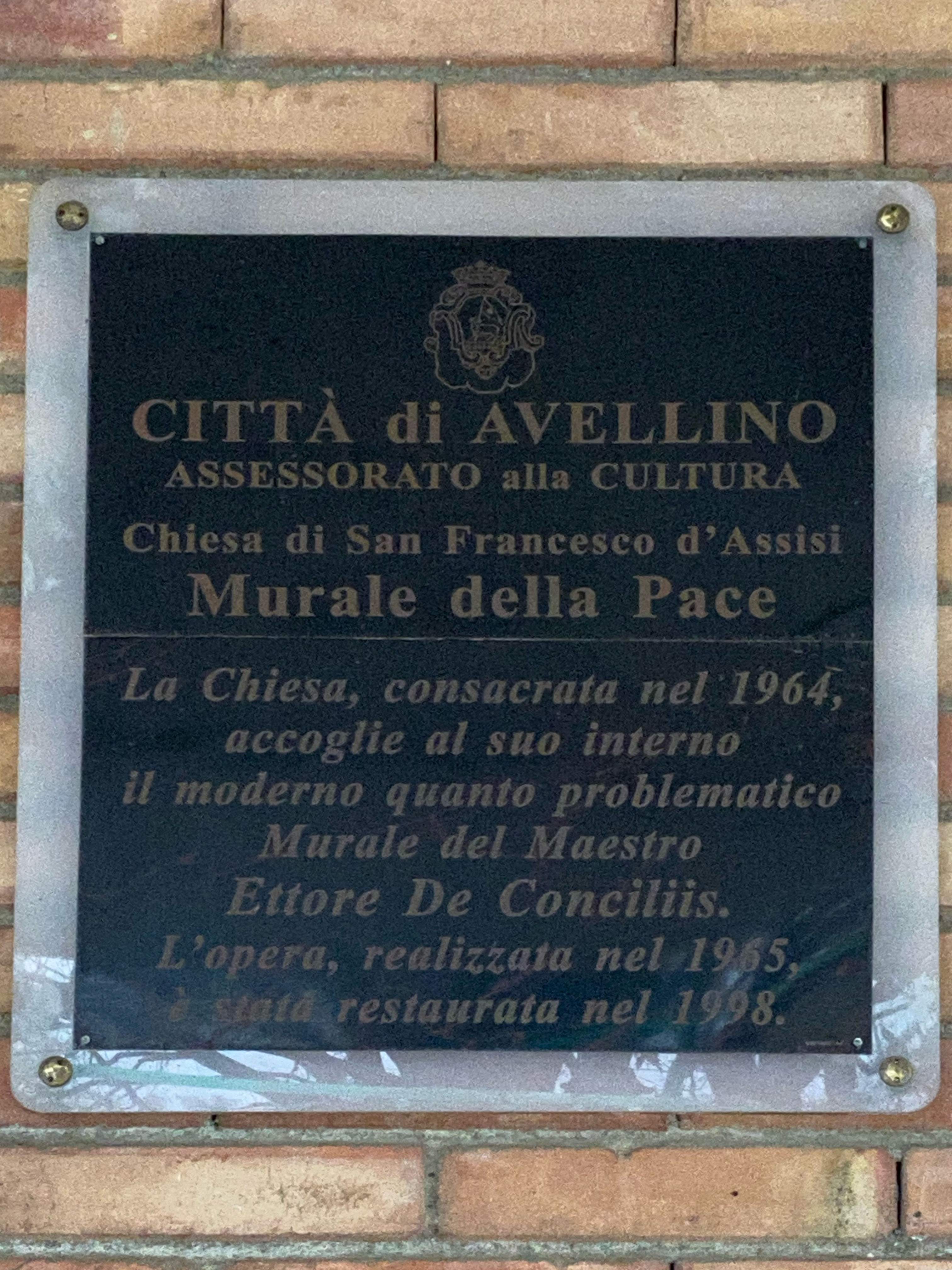
Targa posta sulla facciata della Chiesa di San Francesco d'Assisi di Avellino che indica la presenza del Murale della Pace

Il murale della pace è un dipinto realizzato da Ettore de Conciliis, con la collaborazione di Rocco Falciano, tra il 1964 e il 1965, sulla parete absidale della chiesa di San Francesco d'Assisi ad Avellino.

## Storia
Il murale della pace fu realizzato nella chiesa di San Francesco d'Assisi del rione Ferrovia di Avellino tra il maggio 1964 e l'ottobre 1965 dal pittore Ettore de Conciliis, all'epoca poco più che ventenne, insieme al collega Rocco Falciano, per incarico del parroco don Ferdinando Renzulli. Il murale fu dipinto sulla parete absidale della chiesa, coprendo una superficie di circa 130 mq (6,30 × 22 m). Il primo titolo della composizione fu "Pace, bomba atomica e coesistenza pacifica" ma, successivamente, è diventato noto semplicemente come "Murale della Pace". L'intento dell'artista era trattare i temi della pace nel mondo e del dialogo tra le forze laiche e cattoliche, con riferimento al Concilio Vaticano II che si stava svolgendo in quel periodo.
L'opera fu inaugurata il 23 ottobre 1965 e provocò un acceso dibattito che catturò l'attenzione della stampa nazionale e internazionale: le polemiche provenivano soprattutto da una parte del mondo cattolico, ostile al linguaggio innovativo dell'artista e alle nuove idee che provenivano dalla Chiesa postconciliare; a sostegno dell’opera si schierarono il parroco, don Ferdinando Renzulli, il vescovo di Ariano Irpino, monsignor Pasquale Venezia e gran parte della popolazione avellinese.
Secondo i detrattori gli artisti avevano realizzato una rappresentazione inadatta ad un luogo sacro poiché, per la prima volta in una chiesa, si celebrava la pace dipingendo anche gli orrori della guerra; inoltre tra i partecipanti al corteo per la pace erano stati ritratti molti personaggi dell’epoca lontani dalla cristianità o addirittura atei. Il Concilio Vaticano II si sarebbe concluso tra poco meno di due mesi, ma i tempi non erano ancora maturi affinché l’opera potesse essere compresa da tutti.
L’opera fu approvata dal responsabile della Commissione Pontificia di Arte Sacra, monsignor Giovanni Fallani ed il Pontefice, Papa Paolo VI, intervenne personalmente per porre fine alle polemiche ricevendo de Conciliis in udienza privata.
Il terremoto del 1980 danneggiò non solo il dipinto ma anche le strutture della chiesa e a questi si aggiunsero i danni provocati dall'umidità. Dopo un lungo periodo di oblio il parroco della chiesa, don Luigi Di Blasi, sollecitò un intervento di restauro che iniziò con la visita di Gianluigi Colacucci, uno dei restauratori della Cappella Sistina, e fu portato a termine dall'equipe Decores di Roma, diretta dal dott. Nazzareno Gabrielli, responsabile del Gabinetto di Ricerche Scientifiche applicate ai Beni Culturali dei Musei Vaticani. Il restauro, finanziato dal Comune, dalla Provincia e dalla comunità parrocchiale, si concluse nel 1995. Dopo il restauro, nella chiesa di San Francesco ad Avellino si sono tenute le celebrazioni per i 50 anni del Murale della Pace: l'opera è stata visitata da personaggi illustri del mondo della cultura, come il violinista Uto Ughi e il critico d'arte Vittorio Sgarbi, che hanno espresso giudizi di grande apprezzamento.

## Descrizione e stile
Il murale rappresenta i temi della pace e della guerra, della coesistenza pacifica e dell'affermazione della pace contro il pericolo atomico.
Il dipinto è composto da tre parti principali: il lato sinistro, che rappresenta la pace, è un'immagine molto grande fatta di volti che si muovono attorno alla figura centrale di San Francesco d'Assisi; il lato destro rappresenta il tema della guerra con i suoi orrori; nella parte centrale campeggia il fungo della bomba atomica ma è presente anche la speranza della rinascita.

### Lato destro
La guerra è rappresentata in maniera molto forte: in alto alcuni bombardieri sorvolano terribili scene di guerra disposte a formare un’unica immagine complessiva: resti di edifici distrutti, cadaveri umani nelle fosse comuni, patiboli con i condannati appesi, uomini angosciati dal presentimento di un’inevitabile rovina; tutte queste figure sono unite da un vero filo di ferro spinato applicato sul dipinto. Papa Pio XII viene rappresentato con le braccia spalancate davanti alle distruzioni subite dalla città di Roma e circondato da un esercito di soldati armati di baionetta e volutamente non riconoscibili dall'elmetto, anche se un volto inquietante che emerge tra i soldati rimanda chiaramente al nazismo e sembra un monito a non dimenticare gli orrori perpetrati dai nazisti e dai fascisti durante la II guerra mondiale; più in basso è rappresentata una scena della guerra in Vietnam, mentre a sinistra un gruppo di persone cerca riparo durante un bombardamento.
L'autore afferma che la durezza delle rappresentazioni di questa parte del dipinto si ricollega all'arte italiana medievale e rinascimentale, in cui la violenza e il dramma sono rappresentati con oggettività e senza reticenze.

### Parte centrale
In alto il fungo della bomba atomica si staglia davanti ad una città in rovina in cui si riconosce Roma, centro della cristianità; più in basso, tra le macerie di una chiesa si intravede un crocifisso rimasto intatto, a rappresentare la fede che può sconfiggere la morte; una donna incinta accanto a due bambini simboleggia la vita che continua.

### Lato sinistro
Il centro compositivo ed espressivo di tutto il dipinto è l'immagine di San Francesco d'Assisi: non solo perché a San Francesco è dedicata la chiesa, ma soprattutto perché San Francesco è l'emblema della pace e della fraternità. L'immagine è ispirata al ritratto del Santo eseguito da Cimabue nella Basilica di Assisi: la figura è stata realizzata applicando la proporzione gerarchica medievale, infatti, essendo il personaggio più importante, ha dimensione maggiore rispetto a quella delle altre figure. Il saio del santo è stato realizzato con la tecnica del collage, applicando sul dipinto frammenti di sacco colorati poi con l'ocra. Attorno al santo si muove una folla ondeggiante di persone: in alto i contadini meridionali a cavallo di muli con la bandiera dell'occupazione delle terre incolte e, a seguire, tanta gente comune con bandiere e cartelli inneggianti alla pace oppure lasciati volutamente in bianco, affinché ognuno possa leggervi il proprio messaggio. Tra tutti questi volti è possibile riconoscere molti leader del mondo della politica e della cultura di quegli anni: persone di diverse nazionalità, età, gruppi sociali, e dalle più diverse opinioni politiche, anche alcuni atei, perché tutti gli uomini devono essere costruttori di pace. Secondo l'autore, infatti, il processo di pace è legato alla comprensione reciproca, alla coesistenza pacifica, e dobbiamo contribuirvi tutti anche da posizioni ideologiche e religiose diverse.
Tra le persone ritratte: Papa Giovanni XXIII, che ha sollecitato il dialogo tra la chiesa e il mondo; J. F. Kennedy, che ha combattuto per i diritti civili delle minoranze; Guido Dorso, politico locale antifascista che aveva a cuore la crescita del Mezzogiorno; Cesare Pavese, poeta che ha evidenziato la ricchezza dei valori del mondo contadino; Rocco Scotellaro, il poeta contadino che ha lottato contro la povertà del meridione; Eduardo De Filippo, drammaturgo che ha raccontato la vita della gente comune di Napoli; Sophia Loren, che raccontato gli orrori della guerra con la sua interpretazione nel film "La Ciociara"; Bertrand Russel, filosofo gallese riteneva che la guerra fosse in antitesi alla civiltà; Dolores Ibarruri, politica spagnola che ha combattuto contro il regime franchista; Alberto Moravia, scrittore antifascista; Francesco de Sanctis, scrittore e politico meridionalista, originario della stessa provincia di Avellino; Palmiro Togliatti, politico antifascista che ha combattuto per la democrazia e la costituzione; Pablo Picasso, pittore spagnolo che ha denunciato la brutalità della guerra in Guernica; Pierpaolo Pasolini, scrittore che ha rivalutato la cultura popolare; Mao Tse-Tung, presidente cinese che attribuiva grande importanza al mondo contadino; Fidel Castro, dittatore cubano a capo di un paese profondamente cattolico; i vescovi di Avellino Gioacchino Pedicini e Pasquale Venezia; Carlo Levi, scrittore di origine ebraica che ha raccontato i valori del mondo contadino e, infine, un autoritratto del pittore.